# Климент XIV
Климент XIV (лат. Clemens PP. XIV; в миру Лоренцо Джованні Вінченцо Антоніо Ганганеллі, італ. Lorenzo Giovanni Vincenzo Antonio Ganganelli; 31 жовтня 1705, Ріміні — 22 вересня 1774, Рим) — 249-ий Папа римський, понтифікат якого тривав з 19 травня 1769 року по 22 вересня 1774 року.

## Життєпис
Лоренцо Ганганеллі був сином лікаря з Ріміні. Народився 31 жовтня 1705 року. Вступив в орден францисканців. Бенедикт XIV призначив його на відповідальну посаду в римській курії, а Климент XIII вручив йому кардиналську шапку. Кардинал Ганганеллі не приховував того, що охоче прийняв би тіару. Хоча спочатку він благоволив до єзуїтів, але змінив свою думку про них, щоб завоювати підтримку Бурбонів. Завдяки цьому вибірники підтримали на конклаві його кандидатуру.
1773 року опублікував буллу «Dominus ас Redemptor», в якій ухвалив розпустити Товариство Ісуса, що було протягом двох століть опорою папства і головною рушійною силою контрреформації. Через рік Папа помер, як вважається, від отруєння миш'яком.
1774 року заснував у Мукачевому єпархію. У гербі Мукачівської греко-католицької єпархії, в пам'ять про це, є три зірки взяті з герба папи.